# Jueves
Jueves ("Quinta-feira") é o décimo sexto álbum de estúdio da banda de rock uruguaia El Cuarteto de Nos, publicado em 16 de agosto de 2019 via plataformas digitais, pelo selo Sony Music Argentina. O álbum foi apresentado em turnê que iniciou em Buenos Aires, no estádio Luna Park, no dia 20 de setembro do mesmo ano.
Considerado pelo líder da banda Roberto Musso como um "experimento", o álbum contou com quadro produtores de destaque: Héctor Castillo (produtor dos também uruguaios No Te Va Gustar e colaborador de artistas como Björk, David Bowie e Gustavo Cerati), Eduardo "Visitante" Cabra, Camilo Lara e o uruguaio Juan Campodónico, que acompanha a banda desde o álbum "Raro" e é conhecido por seu trabalho com o coletivo musical Bajofondo, bem como por suas indicações ao Grammy Latino.

## Faixas
Todas as canções compostas por Roberto Musso.
| N.º            | Título                                                                         | Duração |  |
| 1.             | "Mario Neta"                                                                   | 3:54    |  |
| 2.             | "Punta Cana"                                                                   | 3:12    |  |
| 3.             | "Anónimo" (Anônimo)                                                            | 3:40    |  |
| 4.             | "Hombre con alas" (Homem com asas)                                             | 3:46    |  |
| 5.             | "Tiburones en el bosque" (Tubarões no bosque)                                  | 3:15    |  |
| 6.             | "Que empiece el juego" (Que comece o jogo)                                     | 3:56    |  |
| 7.             | "Llego papá" (Papai chegou)                                                    | 3:20    |  |
| 8.             | "Contrapunto para humano y computadora" (Contraponto para humano e computador) | 5:40    |  |
| 9.             | "Fallaste Nostradamus" (Falhaste Nostradamus)                                  | 2:59    |  |
| Duração total: | Duração total:                                                                 | 33:42   |  |